# Kroyeria praelongacicula
Kroyeria praelongacicula är en kräftdjursart som beskrevs av Lewis 1966. Kroyeria praelongacicula ingår i släktet Kroyeria och familjen Kroyeriidae. Inga underarter finns listade i Catalogue of Life.